# Jack Russell (comics)
Pour les articles homonymes, voir Jack Russell.
Jack Russell (« Werewolf by Night » en VO, ou simplement « Werewolf ») est un antihéros évoluant dans l’univers Marvel de la maison d'édition Marvel Comics. Créé par le scénariste Gerry Conway et le dessinateur Mike Ploog (sur une idée de Roy Thomas), le personnage de fiction apparaît pour la première fois dans le comic book Marvel Spotlight #2 en février 1972.
Sa particularité est sa faculté à se transformer en loup-garou par les nuits de pleine lune.
Werewolf by Night est aussi le titre d’une série de comics publié dans les années 1970 qui dura 43 numéros, au cours de laquelle apparut également pour la première fois le personnage de Moon Knight.
Le Loup-Garou disparut de la circulation dans les années 1980 puis revint radicalement transformé dans Moon Knight #29. Il fit par la suite des apparitions dans d’autres mini-sagas, où il s'allia avec d'illustres super-héros comme dans la mini-série en 6 numéros, Legion of Monsters.

## Biographie du personnage
Le nom originel de Jack Russell est Jacob Russoff. Il est né à Médias, en Transylvanie. 
Au XVIIIe siècle, ses ancêtres furent touchés par une mystérieuse malédiction forçant chaque nouvelle génération d’homme à se transformer en loup-garou dès leur majorité.
À la mort de son père, sa mère partit avec lui et sa jeune sœur Lissa aux États-Unis. Là-bas, Lissa se maria avec un dénommé Philip avec qui elle adopta des enfants et Jacob fut rebaptisé Jack Russell.
Il hérita de la malédiction le jour de ses 18 ans. Détestant sa condition de monstre il décida de se servir de ses pouvoirs pour traquer d'abjects criminels.
Il tomba amoureux de la sorcière Topaze qui lui apprit à maîtriser ses transformations. En dehors de sa sœur et de sa mère, elle est la seule personne pour qui Jack éprouve de l'affection.
Jack est issu d'une lignée très ancienne de loup-garou au sang pur. Chaque nouvelle génération étant plus puissante que la précédente, Jack est devenu dès sa majorité un lycanthrope incroyablement fort.
Malgré son statut de super-héros il possède un côté très obscur et ses réactions peuvent être d’une extrême violence, capables de choquer les autres héros et même d’horrifier ses ennemis. Ayant beaucoup de compassion pour les personnes sans défense, il est en revanche impitoyable et capable d'une cruauté innommable envers les criminels qu’il pourchasse. On retrouve d’ailleurs souvent les cadavres complètement déchiquetés des malfrats qu’il a traqués. Contrairement aux autres héros qui préfèrent les remettre à la police afin qu’ils soient jugés et emprisonnés, Jack, qui n'a pas confiance en la justice, préfère les tuer et ce de manière très sauvage. 
Au cours de sa vie, il s’allia avec Spider-Man, Ghost Rider et les Vengeurs. Il fit même partie du groupe des Fils de Minuit, avec Blade.
On le vit affronter Sasquatch, Mister Hyde et Wendigo à de nombreuses reprises.

## Pouvoirs et capacités
Jack Russell est une créature surnaturelle connue sous le nom de lycanthrope. Pendant les nuits de la pleine lune, et durant les deux nuits qui les entourent, il est forcé de se transformer en loup-garou, une grande et puissante forme hybride d'un homme et d'un loup ; il perd alors son intellect humain. Par la suite, après une série d'événements, il est devenu capable de se transformer volontairement en dehors des phases de pleine lune, et de conserver le contrôle de lui-même.
Sous sa forme lupine, ses capacités physiques et sensorielles sont surhumaines, surpassant même celles d’illustres mutants de l'univers Marvel comme Wolverine, Dents-de-sabre ou le Fauve. 
Il obtient alors les pouvoirs suivants :
- des avantages physiques proportionnels à ceux d'un loup d'environ 2,10 m de haut, ce qui lui confère une force, une vitesse, une endurance, une durabilité, une agilité et des réflexes surhumains. Il obtient aussi un sens surhumain de l'odorat, qui se transmet à sa forme humaine ;
- il est doté de dents et des griffes, tranchantes comme des rasoirs, qui peuvent déchiqueter des métaux légers ;
- il devient résistant à de nombreuses formes de blessures conventionnelles. Il est donc très difficile à tuer par des moyens habituels sous cette forme. Bien qu'il puisse être grièvement blessé, il récupère de ses blessures non mortelles beaucoup plus vite que ne le ferait un humain normal.

Sous sa forme de loup-garou, Jack Russell est cependant vulnérable aux attaques magiques et, comme toutes les créatures surnaturelles, peut être tué par des armes forgées en argent, en raison de la « pureté » mystique inhérente à ce métal.

## Apparitions dans d'autres médias
Dans l'univers cinématographique Marvel, le personnage est interprété par Gael García Bernal :
- 2022 : Werewolf by Night réalisé par Michael Giacchino.